# Bestia terrorífica de Malaui
La bestia terrorífica de Malawi se refiere a un animal salvaje no identificado el cual ha matado al menos tres personas y severamente hirió a otras 16 en los distritos centrales de Dowa, a unos 100km de Lilongüe, en 2003. 
Los ataques fatales fueron en contra dos mujeres ancianas y un niño de tres años. La bestia aplastó sus cráneos y se comió sus intestinos y genitales. Las víctimas sobrevivientes  de la bestia sufrieron serias heridas desfigurantes, con algunos de ellos perdiendo ambas piernas y manos mientras dos perdieron ambas orejas y ojos. Una mujer tuvo su boca y la nariz desgarrada por la bestia. Al menos 4,000 personas abandonaron cuatro pueblos en los distritos centrales de Dowa para buscar refugio en un asilo comunitario en los cuarteles del distrito para huir la bestia.
Un testigo presencial informó que la bestia era idéntica a un animal responsable por las muertes de cinco personas y la mutilación de otras 20 y la cual se le había disparado el año anterior por un guardabosque y la policía para-militar. Oficiales de vida salvaje identificaron a la bestia como una hiena rabiosa, aunque esto era descartado por los residentes, alegando que las hienas tienen las extremidades traseras más cortas. Algunos residentes creyeron que la bestia terrorífica era el mismo animal que había sido matado por humanos el año anterior, y que había vuelto a vida buscando venganza. Es también posible que al animal que se le disparó no fuese el culpable, o había más de uno.